# Baterno
Baterno – gmina w Hiszpanii, w prowincji Badajoz, w Estramadurze, o powierzchni 62,1 km². W 2011 roku gmina liczyła 335 mieszkańców.